# 1203 Nanna
1203 Nanna este un asteroid din centura principală, descoperit pe 5 octombrie 1931 de Max Wolf.